# Miri

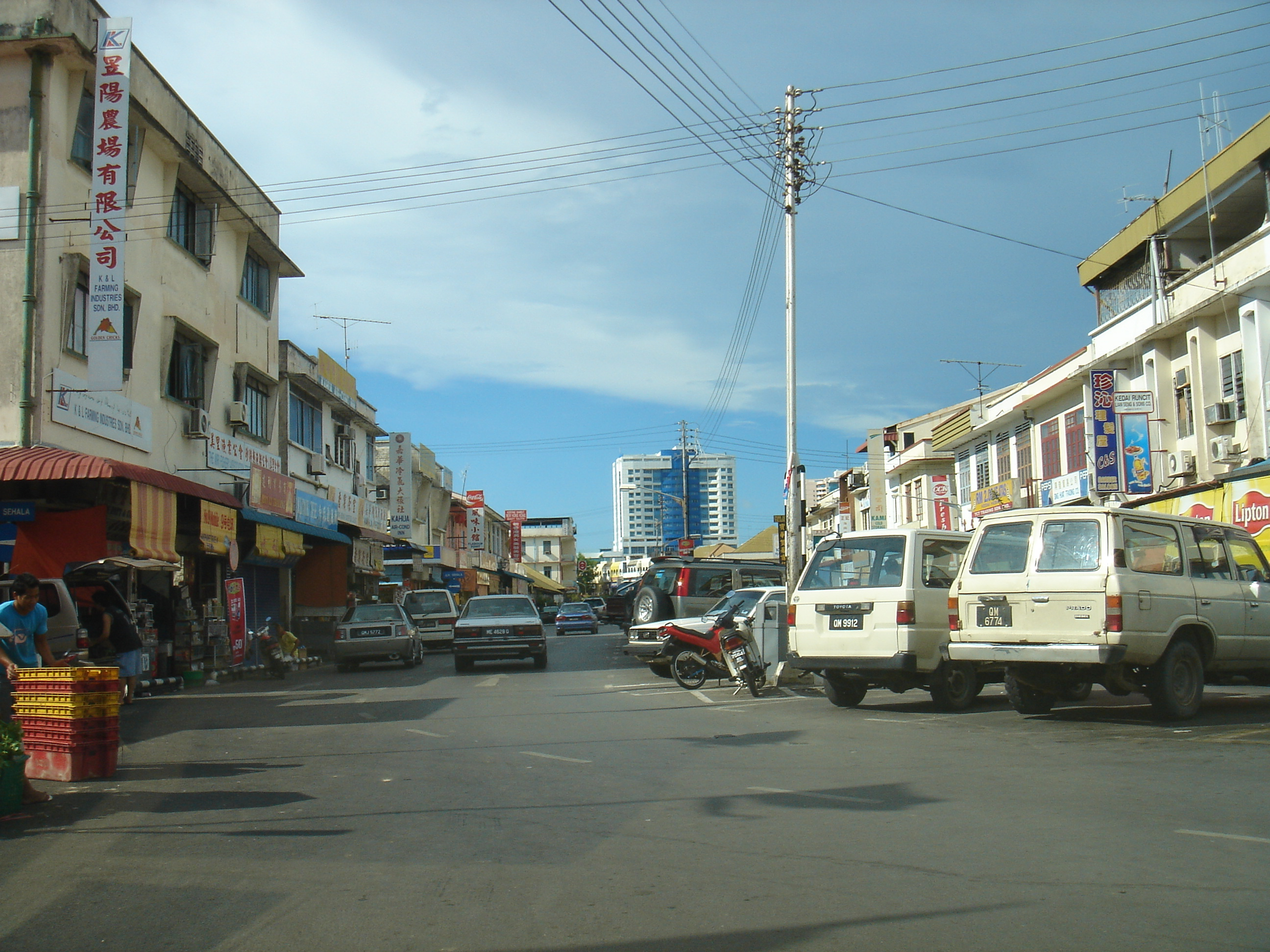
Miri

Miri là thành phố ở bang Sarawak, Malaysia. Thành phố Miri có diện tích ki lô mét vuông, dân số thời điểm năm 2010 là 280.518 người.
Đây là thành phố đông dân thứ 18 Malaysia theo dân số.
| Dữ liệu khí hậu của Miri (1971–2000) | Dữ liệu khí hậu của Miri (1971–2000) | Dữ liệu khí hậu của Miri (1971–2000) | Dữ liệu khí hậu của Miri (1971–2000) | Dữ liệu khí hậu của Miri (1971–2000) | Dữ liệu khí hậu của Miri (1971–2000) | Dữ liệu khí hậu của Miri (1971–2000) | Dữ liệu khí hậu của Miri (1971–2000) | Dữ liệu khí hậu của Miri (1971–2000) | Dữ liệu khí hậu của Miri (1971–2000) | Dữ liệu khí hậu của Miri (1971–2000) | Dữ liệu khí hậu của Miri (1971–2000) | Dữ liệu khí hậu của Miri (1971–2000) | Dữ liệu khí hậu của Miri (1971–2000) |
| Tháng                                | 1                                    | 2                                    | 3                                    | 4                                    | 5                                    | 6                                    | 7                                    | 8                                    | 9                                    | 10                                   | 11                                   | 12                                   | Năm                                  |
| ------------------------------------ | ------------------------------------ | ------------------------------------ | ------------------------------------ | ------------------------------------ | ------------------------------------ | ------------------------------------ | ------------------------------------ | ------------------------------------ | ------------------------------------ | ------------------------------------ | ------------------------------------ | ------------------------------------ | ------------------------------------ |
| Trung bình ngày tối đa °C (°F)       | 29.9 (85.8)                          | 30.2 (86.4)                          | 30.9 (87.6)                          | 31.3 (88.3)                          | 31.6 (88.9)                          | 31.5 (88.7)                          | 31.2 (88.2)                          | 31.3 (88.3)                          | 31.0 (87.8)                          | 30.7 (87.3)                          | 30.5 (86.9)                          | 30.3 (86.5)                          | 30.9 (87.6)                          |
| Tối thiểu trung bình ngày °C (°F)    | 23.1 (73.6)                          | 23.2 (73.8)                          | 23.5 (74.3)                          | 23.8 (74.8)                          | 23.9 (75.0)                          | 23.6 (74.5)                          | 23.3 (73.9)                          | 23.4 (74.1)                          | 23.4 (74.1)                          | 23.4 (74.1)                          | 23.3 (73.9)                          | 23.3 (73.9)                          | 23.4 (74.1)                          |
| Lượng mưa trung bình mm (inches)     | 240.5 (9.47)                         | 160.5 (6.32)                         | 134.4 (5.29)                         | 177.9 (7.00)                         | 193.7 (7.63)                         | 204.9 (8.07)                         | 179.4 (7.06)                         | 210.9 (8.30)                         | 249.5 (9.82)                         | 317.2 (12.49)                        | 295.5 (11.63)                        | 349.2 (13.75)                        | 2.713,6 (106.83)                     |
| Số ngày mưa trung bình (≥ 1.0 mm)    | 14                                   | 10                                   | 9                                    | 12                                   | 13                                   | 12                                   | 11                                   | 12                                   | 14                                   | 17                                   | 17                                   | 18                                   | 159                                  |
| Số giờ nắng trung bình tháng         | 170.3                                | 172.1                                | 201.8                                | 216.5                                | 220.0                                | 205.6                                | 213.3                                | 202.3                                | 184.6                                | 184.4                                | 189.0                                | 185.4                                | 2.345,3                              |
| Nguồn 1: Tổ chức Khí tượng Thế giới  |                                      |                                      |                                      |                                      |                                      |                                      |                                      |                                      |                                      |                                      |                                      |                                      |                                      |
| Nguồn 2: NOAA (nắng, 1961–1990)      |                                      |                                      |                                      |                                      |                                      |                                      |                                      |                                      |                                      |                                      |                                      |                                      |                                      |